# Trionfo di Dioniso
Il Trionfo di Dioniso è un affresco proveniente da Villa Carmiano, rinvenuto durante gli scavi archeologici dell'antica città di Stabiae, l'odierna Castellammare di Stabia e conservato al Museo archeologico di Stabia Libero D'Orsi.

## Storia e descrizione
Realizzato durante la prima metà del I secolo, durante l'età flavia, l'affresco ricopriva la parete sud e l'angolo sud-ovest del triclinio di Villa Carmiano: ritrovato ancora intatto durante l'esplorazione degli anni sessanta del XX secolo da Libero D'Orsi, fu staccato dalla sua collocazione originale e conservato all'interno dell'Antiquarium stabiano per preservarne l'integrità e poi al Museo archeologico di Stabia Libero D'Orsi.
L'affresco, il principale della stanza e che ispira anche gli altri due presenti, ossia Nettuno e Amimone e Bacco e Cerere, si divide in tre parti: nella zona centrale è posta la raffigurazione principale, purtroppo gravemente rovinata e di cui è visibile il mantello viola di Dioniso e parte del chitone azzurro di Arianna; la scena si completa con un carro trainato da due tori preceduti da un satiro che suona un doppio flauto e da un piccolo cavallo nero e diverse figure umane. Il pannello di sinistra e quello angolare di destra sono in rosso pompeiano, colorazione uguala quello centrale e presentano, nel mezzo, due figure femminili volanti, che sono racchiuse in un'ampia cornice floreale. La zoccolatura è in giallo e si divide anch'essa, come la parte superiore, in tre zone: in quella centrale è raffigurato un paesaggio lacustre, molto rovinato, mentre in quelle laterali, due mostri marini inseriti in una cornice marrone.